# Hans Stille

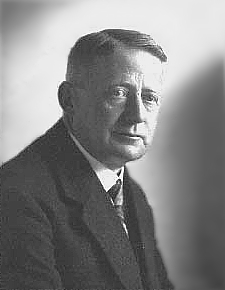
Hans Stille, 1941

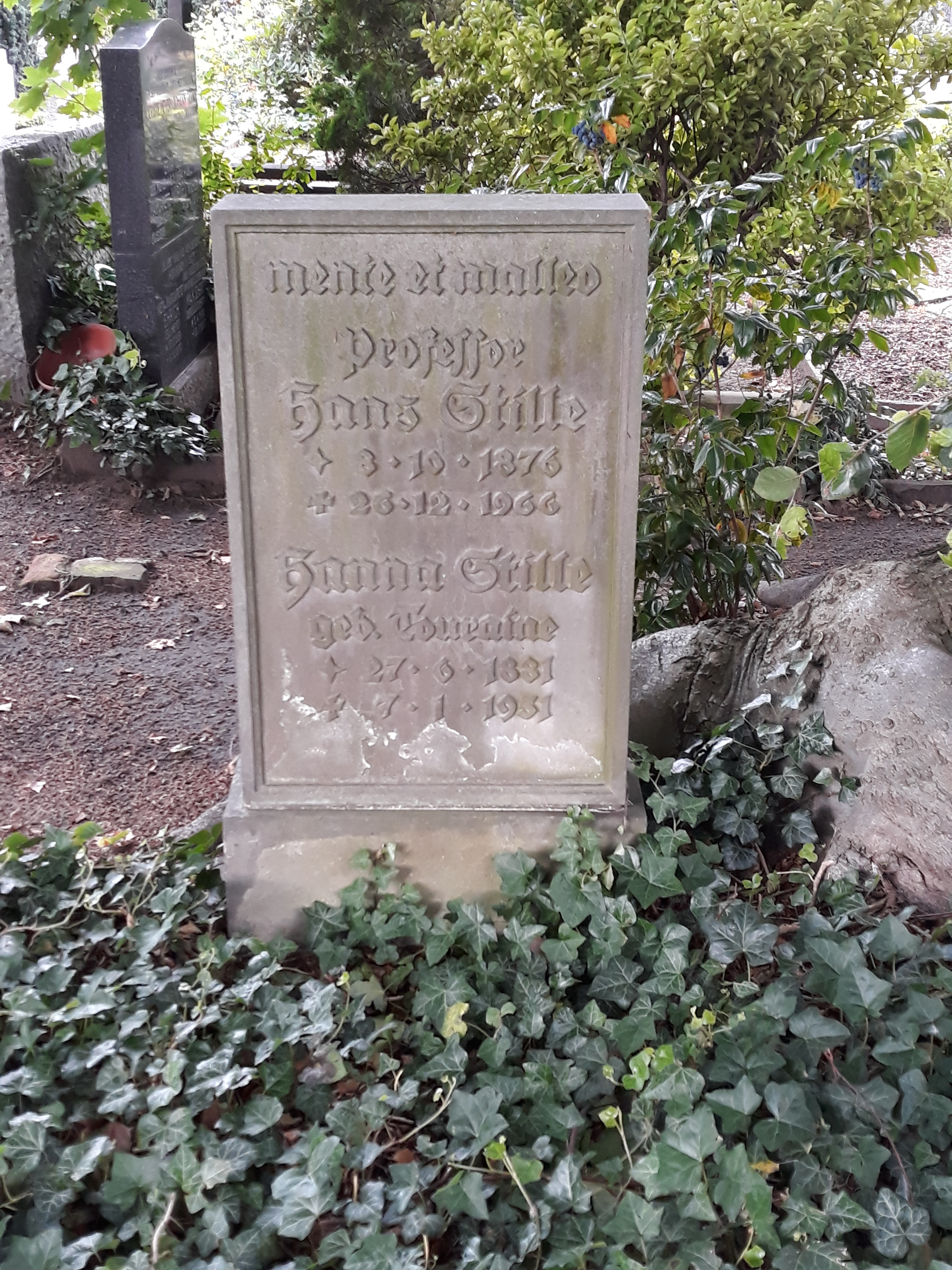
Das Grab von Hans Stille und seiner Ehefrau Hanna geborene Touraine auf dem Neuen St.-Nikolai-Friedhof in Hannover

Hans (Johannes) Wilhelm Stille (* 8. Oktober 1876 in Hannover; † 26. Dezember 1966 ebenda) zählt zu den bedeutendsten Geologen des 20. Jahrhunderts. Er war Professor der Geologie an mehreren Universitäten. 1946 gründete er in Ost-Berlin das Geotektonische Institut, aus dem später der Bereich Geotektonik des Zentralinstituts für Physik der Erde in Potsdam hervorging.
Stilles Forschungen – insbesondere zur Gebirgsbildung – trugen wesentlich dazu bei, dass sich die Geologie zum Mobilismus weiterentwickelte. Als Vertreter der Kontraktionstheorie der Erde war er ein Gegner von Alfred Wegeners Hypothese der Kontinentalverschiebung und trug zur verzögerten Akzeptanz der Plattentektonik in Deutschland bei.

## Leben
Seine Eltern waren der Spielkartenfabrikant Eduard Stille und Meta, geb. Hanckes. Seine Söhne waren die deutschen Diplomaten Wilhelm und Hans Stille. Er legte 1895 das Abitur am Leibniz-Gymnasium in Hannover ab und begann mit dem Studium der Chemie in Hannover, wo er sich dem Corps Macaro-Visurgia anschloss.
Nach drei Semestern wechselte Stille zur Geologie an die Universität Göttingen. Sein Doktorvater war Adolf von Koenen (1837–1915), der ihn zu präzisem Arbeiten in Fossilienkunde und Geologie anleitete. Auch Stille erforschte fortan die Feinschichtung von Gesteinen und ihre genaue Datierung in der Erdgeschichte. Seine Dissertation schrieb er 1898 über den Aufbau des Teutoburger Waldes.
Danach arbeitete er als kartierender Geologe in Berlin an der Preußischen Geologischen Landesanstalt. Als Koenens Schüler war er durch seine präzisen geologischen Karten in der Lage, globale Prozesse in alten geologischen Komplexen nachzuvollziehen, was seinen späteren Weltruhm begründete. Er habilitierte sich 1904 und folgte 1908 einem Ruf auf den Lehrstuhl für Geologie und Mineralogie der Technischen Hochschule Hannover. 1912 wechselte er an die Universität Leipzig und 1913 als Ordinarius für Geologie und Paläontologie an die Universität Göttingen berufen. 1932 folgte er einem Ruf an die Berliner Universität und 1933 an die Preußische Akademie der Wissenschaften. In Ost-Berlin gründete er 1946 das Geotektonische Institut und wurde zum Wegbereiter der horizontalen Tektonik. Nach seiner Emeritierung ging er 1950 nach Hannover zurück, stand aber dem Institut weiterhin als Berater zur Verfügung.

## Entdeckung neuer Phänomene
Als neues Phänomen entdeckte er 1910/12 in Niedersachsen die jurassisch-saxonische Tektonik mit Ineinandergreifen von Pressung und Zerrung. So gelangte er als Anhänger der Kontraktionstheorie zur Ansicht, die Erdrinde müsse trotz langsamer Verkürzung auch Perioden der Ausweitung haben. Das Bruchfaltengebirge erklärte er mit der Biegsamkeit der Geosynklinalen-Bereiche gegen ihr steifes Vorland. Im Teutoburger Wald erkannte er vom Mesozoikum abweichende Faltenrichtungen, woraus er die variszische Orogenphase datieren konnte.
An plutonischem Magma erkannte er basisch/saure Unterschiede je nach orogenetischer Phase des Aufstiegs. An den vielen Salzdomen im norddeutschen Untergrund wies er Injektivfaltungen durch Salzfluss nach, die er vulkanischem Glutfluss gegenüberstellte.
Diese und andere Entdeckungen brachten ihn schließlich zur Erkenntnis, dass jede Gebirgsbildung in typischen Phasen ablaufen müsse.

## Magmatisch-tektonischer Zyklus
Wegweisend beschrieb Stille die geologische Geschichte Europas durch wiederholte tektonische und magmatische Stadien, was später als Zyklentheorie bezeichnet wurde. Diese tektonischen Stadien benannte er geosynklinal, orogen, quasikratonisch und kratonisch. In der geosynklinalen Phase öffnet sich ein Ozean, basaltischer Vulkanismus ist dominierend. In der orogenen Phase faltet sich ein Gebirge auf und durch die Interaktion mit den nun zunehmend dickeren Schichten entsteht felsischer oder intermediärer Vulkanismus. Später in der quasikratonischen Phase dringt kein Magma mehr an die Oberfläche, sondern bleibt in der Kruste stecken. Es bilden sich Intrusionen. Schließlich in der kratonischen Phase hört der Vulkanismus zunächst komplett auf oder einzelne neue basaltische Vulkane ragen empor.
Diese Phasen sind heute noch namengebend für die Prozesse der Gebirgsbildung (Orogenese), der kontinentalen Mikroplatten (Kratone) und ausgedehnter Riftzonen (Geosynklinalen). Hans Stille glaubte vier solcher sich wiederholender Phasen in Europa ausmachen zu können, die „fennosarmatische“ Bildung Ur-Europas im Präkambrium, die „kaledonische“ Konsolidierung Paläo-Europas im Altpaläozoikum, die Bildung der „Varisziden“ (heutige Mittelgebirge) und damit Meso-Europas im Jungpaläozoikum und schließlich die „alpidische“ Konsolidierung Neo-Europas, die bis ins Quartär (Geologie) andauert.
Siehe auch: Stille-Zyklus

## Rolle als Gegenspieler von Alfred Wegener
Alfred Wegeners heute allgemein anerkannte Theorie von der Kontinentalverschiebung war zu dessen Lebzeiten heftig umstritten und geriet nach Wegeners Tod zunächst sogar in Vergessenheit. In Deutschland war besonders die Ablehnung durch die Geologen Hans Stille und Hans Cloos und deren einflussreiche Schüler entscheidend. Hans Stille blieb bis zu seinem Tod 1966 ein entschiedener Gegner der Kontinentaldrift, auch wenn sich die Theorie der Plattentektonik international bereits weitgehend durchgesetzt hatte. Seine Vorliebe für die Kontraktionshypothese als möglichen Motor der Erdkrustenbewegungen relativierte Stille in höherem Alter allerdings selbst, indem er sich u. a. um eine Synthese mit dem Modell der Isostasie bemühte.

## Ehrungen
- 1946 erste Leopold-von-Buch-Plakette
- 1948 Geologische Gesellschaft: Widmung der Hans-Stille-Medaille
- 1950 bis 1966 zahlreiche Ehrungen und Festschriften
- 1953 Großes Verdienstkreuz der Bundesrepublik Deutschland.
- 1956 benannte Paul Ramdohr das von ihm gefundene seltene Mineral Stilleit nach Hans Stille.
- 1976 Dorsa Stille auf dem Erdmond nach ihm benannt
- 1980 Stillekette, ein Gebirgszug in der Antarktis, nach ihm benannt

Seit 1956 war Stille Ehrenvorsitzender der Deutschen Geologischen Gesellschaft, bei der er seit 1898 Mitglied war.
In Westdeutschland wurde Stille zum Namensgeber der Hans-Stille-Medaille, welche die Deutsche Gesellschaft für Geowissenschaften (DGG) seit 1950 jährlich für herausragende Verdienste in den Geowissenschaften verleiht.
1912 wurde er zum Mitglied der Deutschen Akademie der Naturforscher Leopoldina gewählt. 1932 wurde er korrespondierendes Mitglied der Mathematisch-naturwissenschaftlichen Klasse der Bayerischen Akademie der Wissenschaften. Er war ordentliches,  korrespondierendes bzw. Ehrenmitglied der Akademie der Wissenschaften zu Berlin, Göttingen, Halle, Oslo, Paris, Madrid, Wien, Barcelona, Athen und Bukarest.
Von 1937 bis 1946 war er Mitglied des Senats der Kaiser-Wilhelm-Gesellschaft.
Hans Stille wurde an fünf Hochschulen, der Humboldt-Universität zu Berlin, der Universität Sofia, der Eberhard Karls Universität Tübingen, Friedrich-Schiller-Universität Jena und der Gottfried Wilhelm Leibniz Universität Hannover mit der Ehrendoktorwürde ausgezeichnet.

## Schriften
- Der Gebirgsbau des Teutoburger Waldes zwischen Altenbecken und Detmold, Berlin 1900 (Dissertation)
- Geologische Studien im Gebiete des Rio Magdalena, Stuttgart 1907
- Tektonische Evolutionen und Revolutionen in der Erdrinde, Leipzig 1913
- Die Begriffe Orogenese und Epirogenese, Leipzig 1919
- Grundfragen der vergleichenden Tektonik, Berlin 1924
- Present Tectonic State of the Earth, Bulletin of American Petroleum Geologists, Band 20, 1936, S. 847–880
- Die Entwicklung des amerikanischen Kordillerensystems in Zeit und Raum, Sitzungsberichte Preuß. Akad. Wiss., Math.-Phys. Klasse, 1936, S. 134–155
- Einführung in den Bau Amerikas, Berlin 1941
- Die saxonische Tektonik im Bild Europas, Hannover 1949
- Der Geotektonische Werdegang der Karpaten, Hannover 1953